# Villadose
Villadose est une commune de la province de Rovigo, dans la région Vénétie, en Italie.

## Géographie
Villadose se trouve dans la partie centre-est de la Polésine. Le cours d'eau Adigetto divise Villadose en deux parties. Le territoire de la commune est également arrosé par le canal Brèsega au nord et le canal Valdentro au sud. Villadose est située à 8 km de Rovigo et à 11 km d'Adria.

## Histoire
Des fouilles archéologiques montrent que le territoire de l'actuelle commune de Villadose était déjà peuplé à l'époque romaine. Se trouvant à quelques kilomètres du port étrusque d'Adria, c'était le point d'entrée vers l'intérieur de la péninsule. À la fin de l'Empire romain, la zone se dépeuple et le réseau hydraulique se caractérise par une grande instabilité.
Les premiers documents où apparaît le nom de la commune Villa Ducis datent du début du XIIIe siècle. En 1778, grâce à l'évêque du diocèse d'Adria, Arnaldo Speronidegli Alvarotti, Villadose devient une paroisse à part entière avant d'être intégrée à celle de Buso. Peu après l'Unité italienne, Villadose voit une émigration massive de ses habitants vers l'Amérique du Sud. Les causes en sont les inondations de l'Adige à la suite de la rupture de digues en 1882 et la crise agricole engendrée soit par ces inondations, soit par la guerre commerciale entre la France et l'Italie. À la fin des années 1880, Villadose est la commune polésane ayant le plus fort taux d'émigration, à peu près 25 % de sa population.

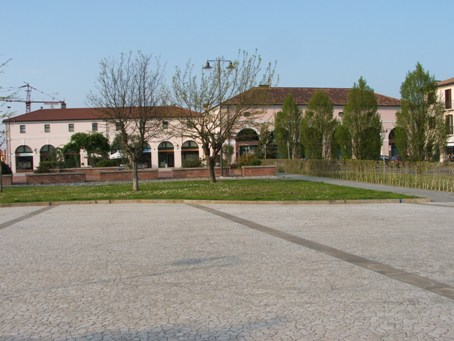
Piazza Barchessa.

En 1923 la commune fait l'acquisition du palais Ca' Patella qui devient le siège de la commune (casa comunale). En 1928, à la suite de la disparition de la commune de Ca' Emo, Villadose englobe la località de Ca' Tron. En 1938, est mise en service la route nationale 443 qui relie directement Rovigo à Adria (en présence du dignitaire fasciste, Giovanni Marinelli). En avril 1945, vingt partisans capturés à Ceregnano dans la località de Palà, sont fusillés par les nazis, à côté du mur du cimetière. L'inondation de 1951 a pour conséquence une nouvelle phase migratoire vers le triangle industriel.
Dans les années 1980 ont commencé les travaux pour la construction de la nouvelle grande place du centre de la ville à l'emplacement de la propriété du noble vénitien, le comte Lorenzo Marcello Grimani Giustiniani.

## Fêtes, foires
- 24 août, foire de San Bortolo ;
- dernier dimanche d'août, fête de la centuriation romaine ;
- 6 novembre, fête du patron San Leonardo.

## Administration
| Période                                  | Période   | Identité         | Étiquette     | Qualité |
| ---------------------------------------- | --------- | ---------------- | ------------- | ------- |
| 5 avril 2005                             | mars 2010 | Mirella Zambello | Démocrate     |         |
| 30 mars 2010                             | En cours  | Gino Alessio     | Centre-Droite |         |
| Les données manquantes sont à compléter. |           |                  |               |         |

### Frazione
Cambio, Canale di Villadose, Ca'Tron.

### Communes limitrophes
Adria, Ceregnano, Rovigo, San Martino di Venezze.

### Évolution démographique
Habitants recensés